# Alma-negra-de-santa-helena
Alma-negra-de-santa-helena (Bulweria bifax) é uma espécie extinta de ave da família Procellariidae. Era endêmica da ilha de Santa Helena.